# Derris canarensis
Derris canarensis är en ärtväxtart som först beskrevs av Nicol Alexander Dalzell, och fick sitt nu gällande namn av John Gilbert Baker. Derris canarensis ingår i släktet Derris och familjen ärtväxter. Inga underarter finns listade i Catalogue of Life.